# Іван (Зятик)
Іва́н Зя́тик (26 грудня 1899, Одрехова — 17 травня 1952, Озерлаг) — священник-редемпторист, блаженний священномученик УГКЦ, протоігумен оо. Редемптористів (ЧНІ) в Україні та генеральний вікарій Львівської Архиєпархії УГКЦ.

## Життєпис
Блаженний отець Іван Зятик народився 26 грудня 1899 року в селі Одрехова Сяноцького повіту на Лемківщині (тепер територія Польщі) у сім'ї Степана та Марії Зятиків.
Іван був дуже спокійним і слухняним юнаком. Вже під час навчання в Одрехівській сільській школі виявляв великі здібності до науки. Привертала увагу також глибока побожність хлопця.
Коли Іванові виповнилося 14 років, помер його батько і з того часу його виховувала мати, а батьківську опіку перейняв старший брат Михайло.
Впродовж 1911–1919 років навчався у Вищій гімназії в Сяноку.
У 1919 році вступив до Перемиської Духовної Семінарії.
Після закінчення богословських студій у Перемишильській духовній семінарії у 1923 р. був висвячений на священника владикою Йосафатом Коциловським і протягом десяти років, від 1925 до 1935 року служив префектом при Українській греко-католицькій семінарії в Перемишлі. Попри свої обов'язки в семінарії, також служить як духівник та катехит в Українській дівочій гімназії міста Перемишля.
15 липня 1935 р. вступив до Чину Найсвятішого Ізбавителя (оо. Редемптористів).
У 1936 році, після одного року новіціяту, о. Івана скеровують до монастиря св. Йосифа у Станіславові (Івано-Франківськ).
Восени 1937 року поселяється в монастирі св. Климента у Львові по вул. Зибликевича 56, (тепер Івана Франка). Провадив усю господарську справу монастиря, а під час відсутності протоігумена о. Йосифа де Вохта заступав його. Водночас о. Іван Зятик читав лекції як професор догматичного богослов'я і Святого Письма у семінарії редемптористів.
Під час німецької окупації в 1941–1944 роках призначений ігуменом монастиря Успіння Пресвятої Богородиці в Тернополі.
В 1944–1946 рр. займає уряд настоятеля монастиря Матері Божої Неустанної Помочі у с. Збоїща (нині у складі Львова), де під проводом Отців Редемптористів діяла Гімназія-Ювенат.
«Навесні 1946 року більшовики зібрали всіх редемптористів зі Львова, Тернополя, Станіславова і Збоїськ та помістили їх до Голоска, одного з монастирів, що належав Згромадженню. Серед них був також о. Зятик. Усі 58 ченців змушені були поміститися там, де місця було ледве на 15. Два роки перебували вони в цьому домі під особливим наглядом. 3–4 рази на тиждень кагебісти приходили, щоб перевірити, чи всі на місці. Вони викликали отців на болючі допити, намовляли до відступництва, обіцяючи високі посади за зраду віри і монашого покликання», — так описує ті часи отець Михайло Щудло, ЧНІ. В неділю 17 жовтня 1948 року всіх монахів забрали з Голоска і вантажівками відвезли до Студитського монастиря в Уневі.
Після депортації (відмови у наданні візи) у 1948 році протоігумена редемптористів та генерального вікарія Львівської Архиєпархії УГКЦ, бельгійця о. Йосифа де Вохта, отримав його повноваження, проте уже 5 січня 1950 року був заарештований органами НКВС, а 20 січня того ж року Управління Міністерства державної безпеки СРСР видало ордер на його арешт та обшук. Проти о. Івана Зятика висунули такі звинувачення:
- він є антирадянсько настроєною особою; регулярно підтримує кореспонденцію з арештованими за антирадянську діяльність єпископами Й. Сліпим і Лакотою та священниками Стернюком, Лятишевським, Прокоповим та ін., яких повідомляє про стан Греко-католицької церкви в Західній Україні й висилає їм матеріальну поміч.
- як настоятель, мав при монастирі бібліотеку, що містить антирадянську літературу.
Після численних допитів 4 лютого 1950 року отцю висунули ще й таке звинувачення: «Іван Зятик дійсно з 1936 р. є членом Ордену редемптористів і проповідує ідеї Папи Римського про розповсюдження католицької віри серед народів всього світу та об'єднання католиків».
Спочатку відбував покарання в Львівській та Золочівській тюрмі, опісля вивезений в Озерлаг Іркутської області. Тільки за період з 4 липня 1950 р. до 16 серпня 1951 р. його допитували 38 разів, а загальне число допитів протягом слідства становить 72. Безнастанні побиття змінили його зовнішній вигляд так, що навіть рідні, яких привезли до в'язниці з метою шантажу, не відразу впізнали отця.
Остаточний вирок було винесено в Києві 21 листопада 1951 року — о. Івана Зятика засуджено на 10 років виправних таборів. Характер «злочину» — «сприяння учасникам антирадянської націоналістичної організації та антирадянська агітація» (ст. 20-54-1"а", 54-10 ч.2 КК УРСР). Своє ув'язнення о. Зятик мав відбувати у виправно-трудовій колонії Озерний Лагер № 7 МВД м. Братська Іркутської області.
У травні 1952 р. його тяжко побили палицями, облили холодною водою й залишили замерзати на сибірському морозі. Це і стало причиною його смерті, яка наступила через три дні, тобто 17 травня 1952 року в в'язничному шпиталі на 53-му році життя. Згідно з документами МВД СССР, що містяться у справі о. Зятика, смерть настала внаслідок декомпенсованого міокардиту за наявності артеріосклерозу, цирозу печінки, лівостороннього ексудативного плевриту, кахексії.
Поховали єрмонаха Івана Зятика в Тайшетському районі, Іркутської області в могилі на озері Байкал 373. Проте точне місце знаходження могили досі невідоме.

## Беатифікація
З нагоди 2000 Ювілейного Року Церква розпочала беатифікаційний процес о. Івана Зятика, а вже 2 березня 2001 року цей процес завершився на єпархіяльному рівні й справу передали до Апостольської Столиці. 6 квітня 2001 р. богословська комісія ствердила достовірність мучеництва о. Зятика, 23 квітня факт мучеництва підтвердили збори кардиналів, а 24 квітня 2001 року Святійший Отець Іван Павло ІІ підписав декрет про беатифікацію о. Івана Зятика як блаженного мученика за Христову Віру. Під час Святої Архієрейської Літургії 27 червня 2001 року Божого у Львові Святійший Отець Іван Павло ІІ проголосив Івана Зятика блаженним.

## Пошанування пам'яті
У 2001 році його разом з іншими 25 новомучениками УГКЦ намалював на іконі професор кафедри сакрального мистецтва Львівської національної академії мистецтв Роман Василик, цю ікону під час візиту в Україну, благословив Папа Римський Іван Павло ІІ. Ікона знаходиться в храмі Софії Премудрості Божої УКУ у Львові.
Намальваний художницею Іванкою Крип'якевич-Димид на іконі Новомучеників УГКЦ, що знаходиться в Соборі Святого Юра у Львові.
У червні 2009 року в с. Одрехова Сяноцького повіту в Польщі був встановлений камінь з пам'ятною таблицею присвяченою 50-річчю утворення римо-католицької парафії та місця народження бл. о. Івана Зятика.
У 2011 році Богдан Зятик, намалював першу житійну ікону святого, яка зберігається у фонді кафедри Сакрального мистецтва Львівської національної академії мистецтв, та експонувалась на виставці в музеї «Бойківщина» у м. Самборі.
Також зображений у поліхроміях каплиці Стрітення Українського католицького університету у Львові по вул. Свєнціцького 17 (худ. Іванка Крип'якевич-Димид), храму свв. апп. Петра і Павла у с. Липники (худ. Андрій Сивак), та однойменної церкви в м. Новояворівськ (худ. Святослав Владика), храмі Зіслання Святого Духа Львівської Духовної Семінарії УГКЦ (худ. Маркіян Мартинюк та Юрій Мисько).
Від 16 серпня 2015 року при римо-католицькій церкві св. Максиміліана Кольбе в м. Торунь (Польща) діє греко-католицька парафія блаженного священномученика Івана Зятика.
17 грудня 2019 р. в конференц-залі Українського католицького університету з благословення та за участі Архиєпископа і Митрополита Львівського Кир Ігора (Возняка) та Єпископа-помічника Кир Володимира (Груци) відбулась наукова конференція «„Ми підемо слідами мучеників“ — священномученик-редемпторист Іван Зятик (1899—1952)» присвячена 120-річчю від Дня народження блаженного священномученика Івана Зятика. Організаторами та ініціаторами конференції виступили Львівська провінція Згромадження оо. Редемптористів (ЧНІ) в особі о. Руслана Піха, кафедра сакрального мистецтва Львівської національної академії мистецтв та Інститут Історії Церкви УКУ в особі о. Тараса Бублика та о-диякона Василя Гаранджі. Участь у конференції взяла також і родина блаженного священномученика, зокрема пані Надія Зятик-Сапеляк з м. Городок на Львівщині та родина з с. Нагірне Самбірського району Львівської області. З доповідями також виступили дослідники Світлана Гуркіна та Володимир Бірчак. Про свою подорож в пошуках мощей єрм. Івана Зятика в Сибіру в 2004 році розповів єрм. Ярослав Федунів.
26 грудня 2019 р. журналістка Юлія Овсяник на основі почутого під час конференції матеріалу опублікувала статтю «Біла ялинка о. Івана Зятика» в часописі Збруч.
У липні 2021 р. о. Руслан Піх та Львівська Провінція Редемптористів, видали у видавництві КнигоВир та запрезентували 30 липня 2021 р. в Центрі Шептицького Українського Католицького Університету книгу про о. Івана Зятика «Ми підемо слідами мучеників» Блаженний священномученик Іван Зятик, редемпторист. Це сьома книга з серії Місіонери великого Відкуплення. На презентації був присутній Архиєпископ і Митрополит Львівський Кир Ігор (Возняк).